# Daniel Svedberg
Daniel Svedberg är en svensk bandyspelare och arbetar även som sportchef i Gripen Trollhättan BK
Daniel Svedberg har under sin långa karriär representerat många klubbar. Han blev svensk mästare med Västerås SK 2000/2001. 

## Klubbar
- Vetlanda BK (2004/2005-)
- IFK Rättvik
- Bollnäs GoIF/BF
- Örebro SK
- IFK Vänersborg
- IK Sirius BK
- Västerås SK
- BS BolticGöta
- Villa Lidköping BK
- Gripen Trollhättan BK